# Bronowice Małe

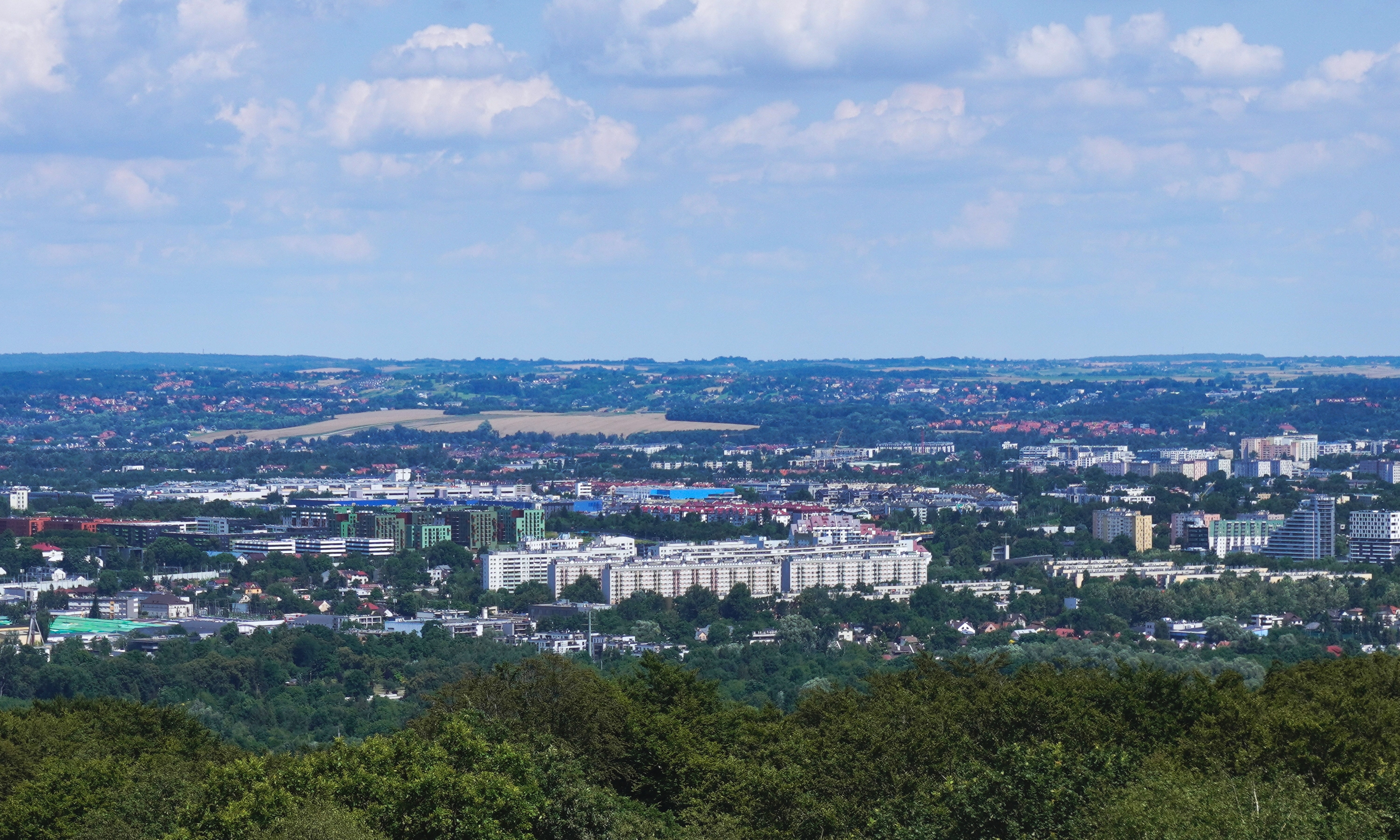
Bronowice Małe – widok z Kopca Piłsudskiego

Bronowice Małe – obszar Krakowa wchodzący w skład Dzielnicy VI Bronowice, dawna podkrakowska wieś. Faktycznie włączone do Krakowa przez Niemców w 1941 roku, a formalnie 18 stycznia 1945 roku jako XXXV dzielnica katastralna. Nie stanowi jednostki pomocniczej niższego rzędu w ramach dzielnicy.

## Położenie
Bronowice Małe graniczyły:
- od północy – z Bronowicami Wielkimi, wzdłuż ulic Pasternik i W. Eliasza Radzikowskiego;
- od wschodu – z Łobzowem, wzdłuż ulic L. Rydla i J. Lea;
- od południa – z Wolą Justowską, wzdłuż ulic J. Lea i Wiedeńskiej;
- od zachodu – z Mydlnikami wzdłuż ul. S. I. Witkiewicza oraz wsią Rząska wzdłuż dzisiejszej granicy miasta na zachód od ul. W. Tetmajera;

## Historia
Od 1294 roku miejscowość należała do dóbr kościoła Mariackiego w Krakowie. Każdorazowi archiprezbiterzy (proboszczowie) mariaccy czerpali dochody z ziemi w postaci czynszów i dziesięcin. W roku 1573 proboszcz Mikołaj Wathek, wykupiwszy uprzednio sołectwo, założył tutaj folwark. W początkach XIX w. zbudowano drewniany „Dworek Mariacki”, w którym urządzono kaplicę prywatną.
20 listopada 1900 r. w bronowickim dworku Włodzimierza Tetmajera, nazwanym później Rydlówką, odbyło się wesele poety Lucjana Rydla i mieszkanki Bronowic Jadwigi Mikołajczykówny. Wydarzenie to stało się kanwą dramatu Wesele Stanisława Wyspiańskiego.
W latach 1934–1941 wieś wchodziła w skład istniejącej wówczas gminy zborowej Bronowice Małe. Została przyłączona przez Niemców do Krakowa w 1941 r. jako dzielnica, w wyniku starań generalnego gubernatora Hansa Franka. W tym samym roku do granic Bronowic doprowadzono z centrum Krakowa linię tramwajową, biegnącą nowym torowiskiem przez obecną ulicę Królewską. Linię zakończono pętlę tramwajową przy skrzyżowaniu ulic L. Rydla i Bronowickiej (koło dawnej rogatki miejskiej). W 1975 roku przedłużono trasę tramwajową z Bronowic w kierunku os. Widok (obecnie Bronowice Małe).
Przez środek Bronowic Małych biegnie linia kolejowa Kraków – Katowice,
Układ ruralistyczny północnej części dawnej wsi Bronowice Małe (okolice ulic Tetmajera, Pod Strzechą, Katowickiej, Żeleńskiego) został wpisany do gminnej ewidencji zabytków Krakowa.

## Obiekty i instytucje
- Rydlówka – oddział Muzeum Historycznego Miasta Krakowa
- Dworek Tetmajerówka
- Kościół św. Antoniego Padewskiego w miejscu dawnego dworu prałatów Mariackich[5]
- Kościół św. Wojciecha przy ul. św. Wojciecha[6]
- Zespół zabytkowych budynków dworskich, obecnie Mariackie Centrum Wypoczynkowo-Rekreacyjne przy ul. Pod Strzechą[7]
- Schron amunicyjny „Bronowice” należący do fortu 41 „Bronowice Małe”
- Fort reditowy 7 „Za Rzeką”
- Kapliczka św. Jakuba z 1867 r. przy ul. Tetmajera, ufundowana przez Jakuba Susuła
- Kapliczka NMP z 1850 r. przy ul. Katowickiej
- Plac zabaw przy ul. Tetmajera, w miejscu dawnego stawu w środku wsi, zwanego gęsim rynkiem lub gęsim jurnkiem[8]
- Kapliczka przy ul. Filtrowej – centrum dawnej osady Zarzecze, gdzie znajdował się plac targowy, most na Młynówce Królewskiej i młyn – obecnie rejon pętli autobusowej „Bronowice Małe”

## Ludzie związani z Bronowicami Małymi
- Włodzimierz Tetmajer (1861–1923), malarz i pisarz
- Lucjan Rydel (1870–1918), poeta
- Józefa Singer (1881–1955), pierwowzór Racheli z Wesela
- Anna Rydlówna (1884–1969), pielęgniarka, pierwowzór Haneczki z Wesela
- Stanisław Truszkowski (1917–1986), miejscowy proboszcz
- Maria Rydlowa (ur. 1924), redaktorka, historyk literatury
- Jan Rydel (ur. 1959), historyk

## Galeria

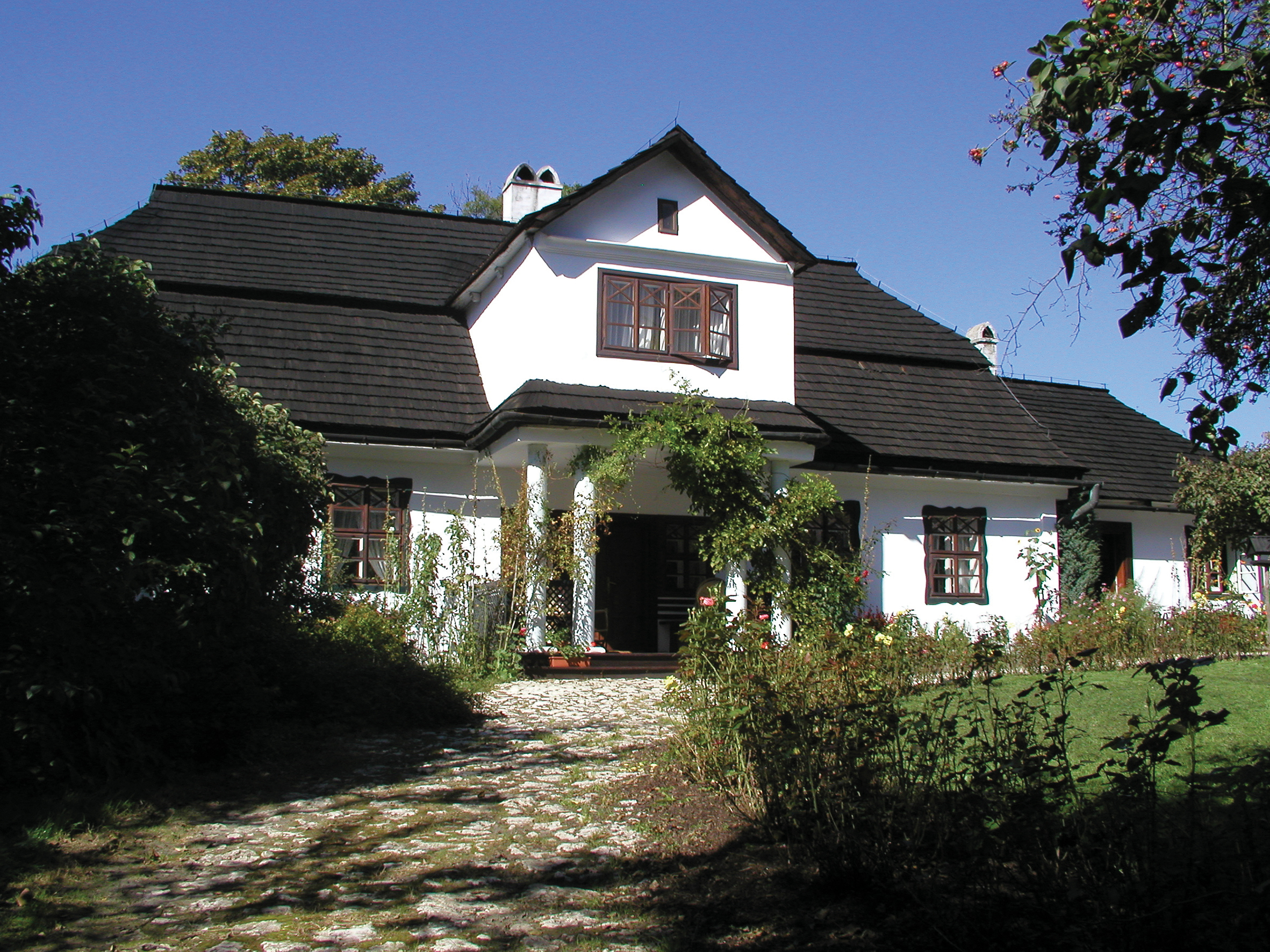
Tetmajerówka
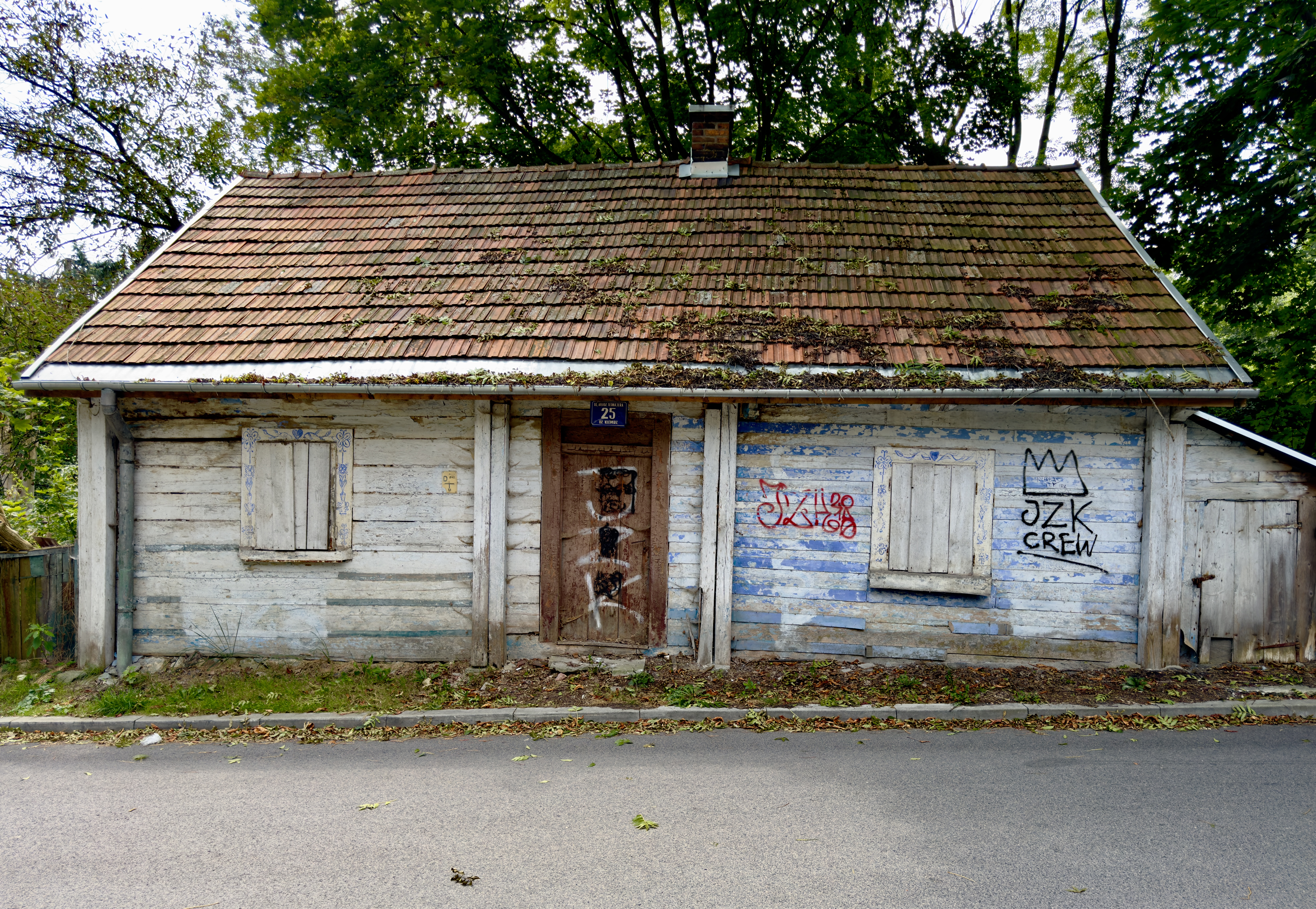
Bronowicka chałupa przy ul. W. Tetmajera 25
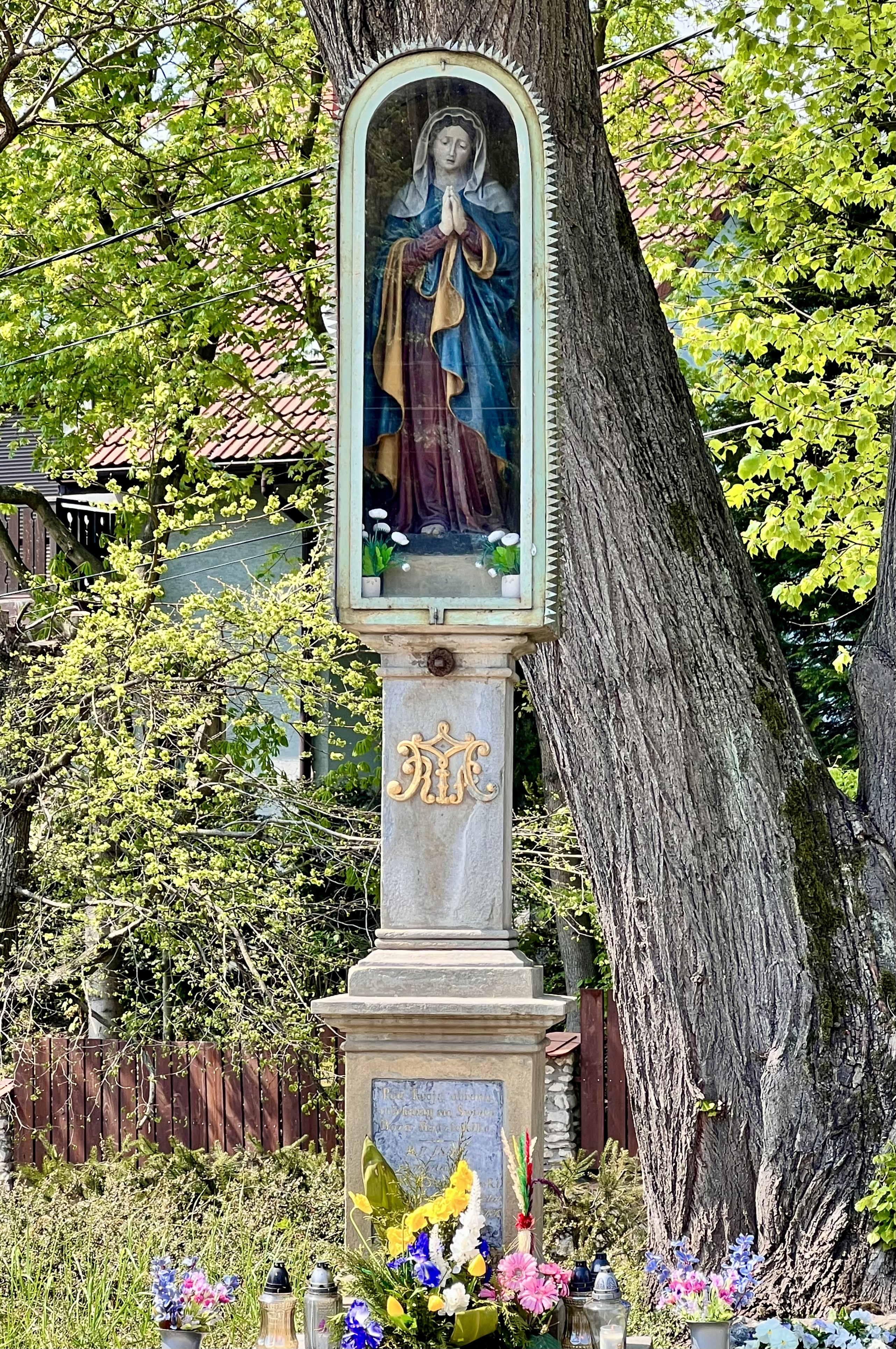
Kapliczka Najświętszej Marii Panny z 1850 roku, przy ul. Katowickiej
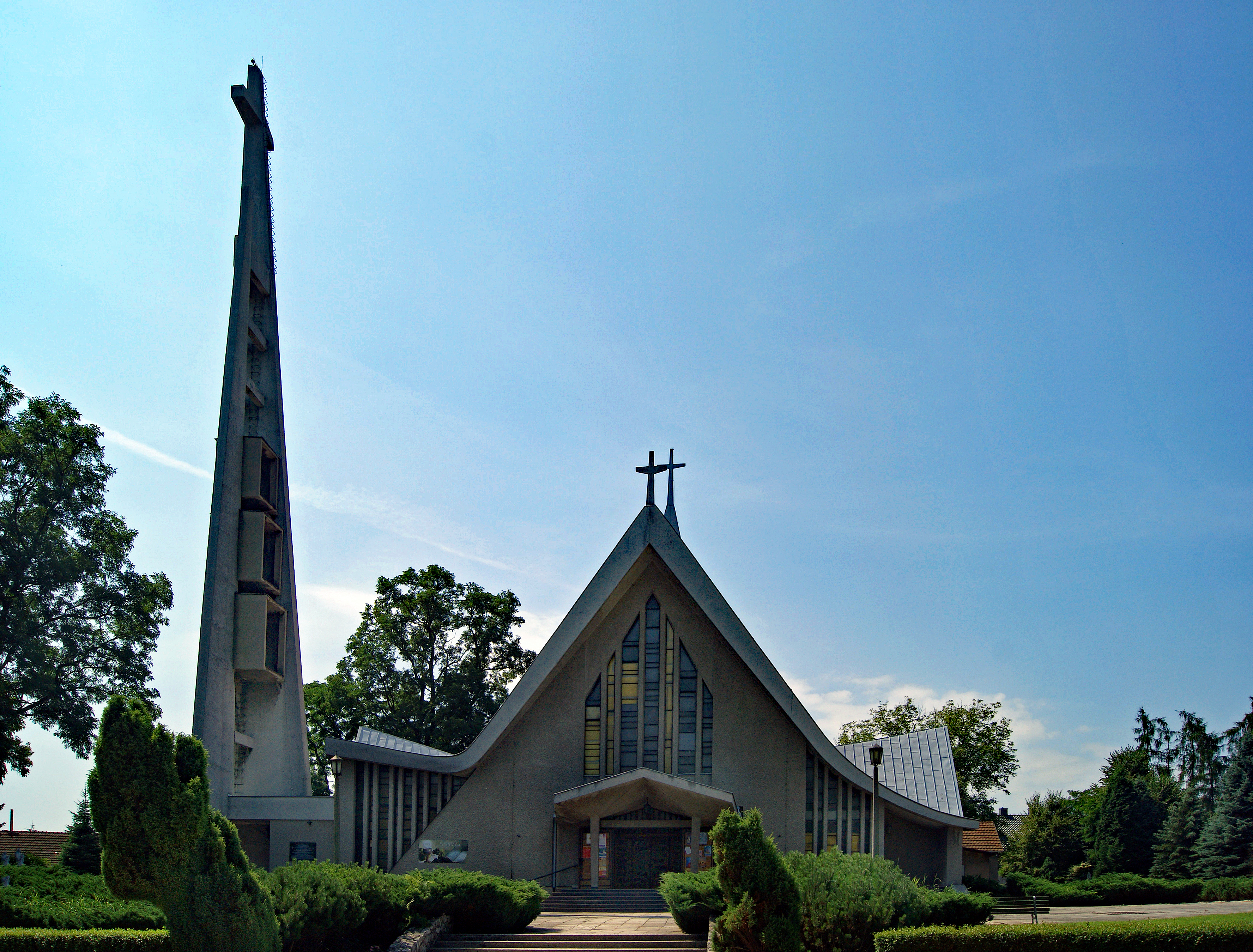
Kościół św. Antoniego Padewskiego przy ul. Pod Strzechą
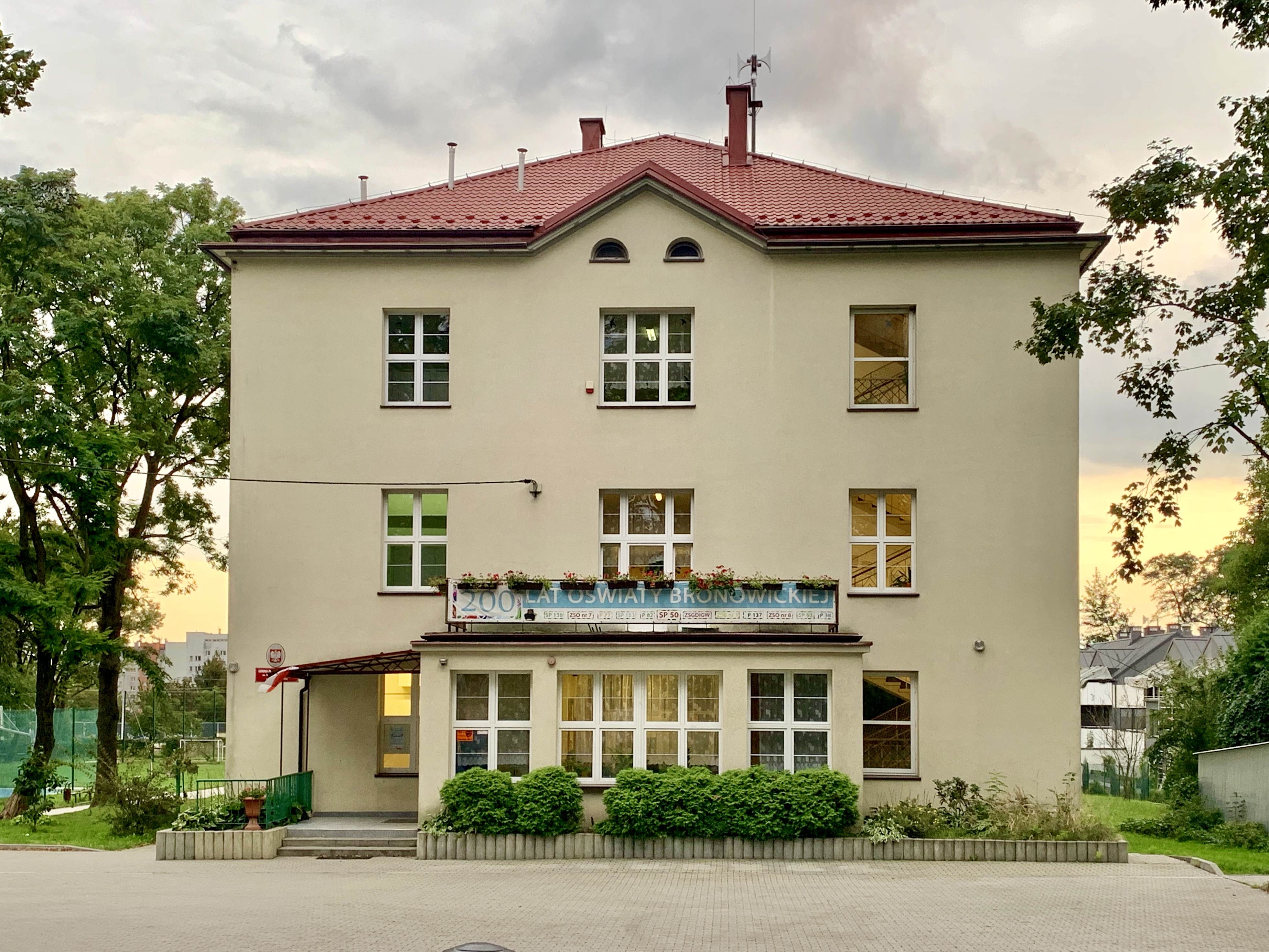
Szkoła Podstawowa nr. 50 im. Włodzimierza Tetmajera przy ul. Katowickiej
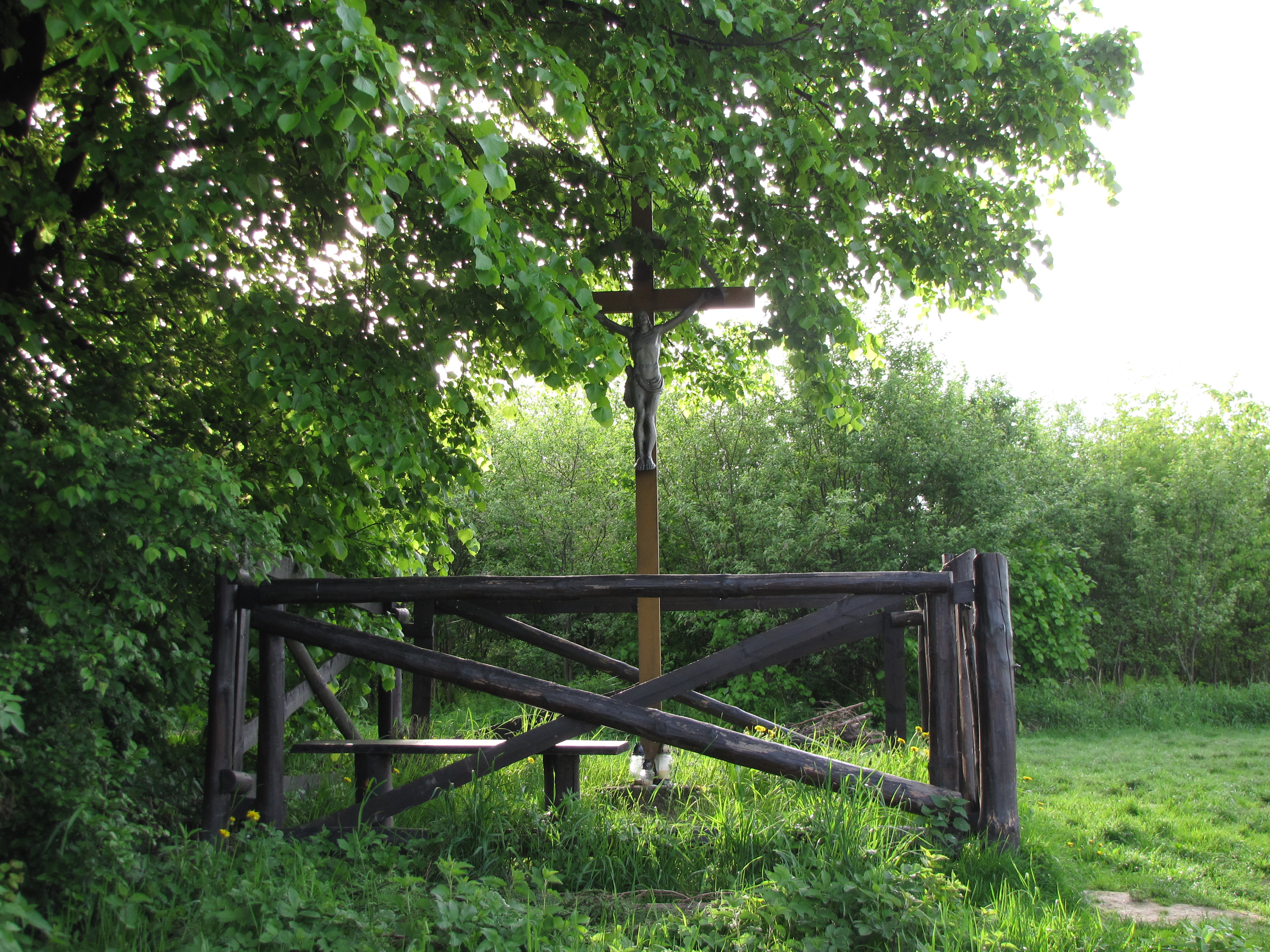
Krzyż „pod lipką” przy ul. Witkiewicza
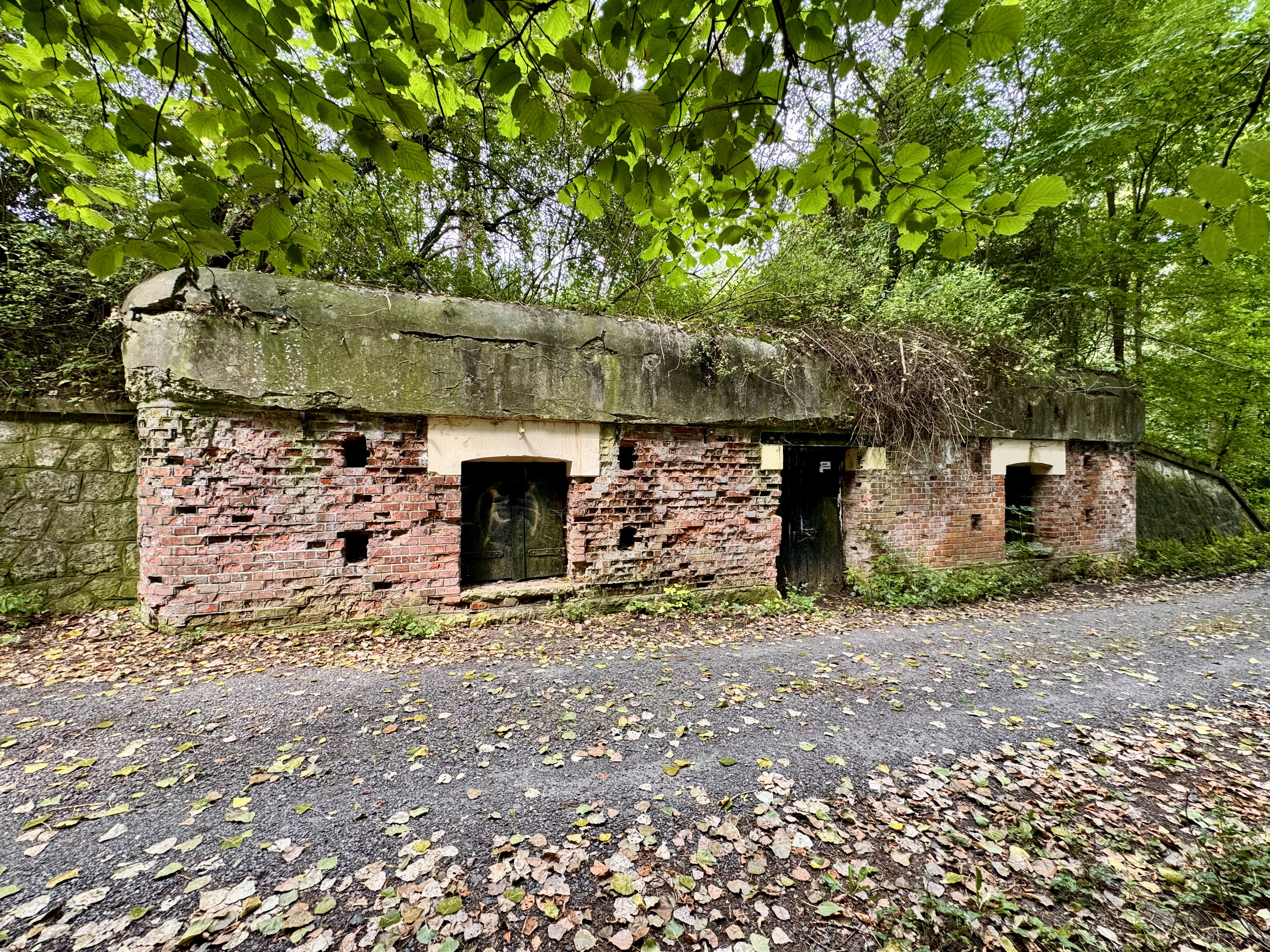
Schron amunicyjny „Bronowice” przy ul. Tetmajera

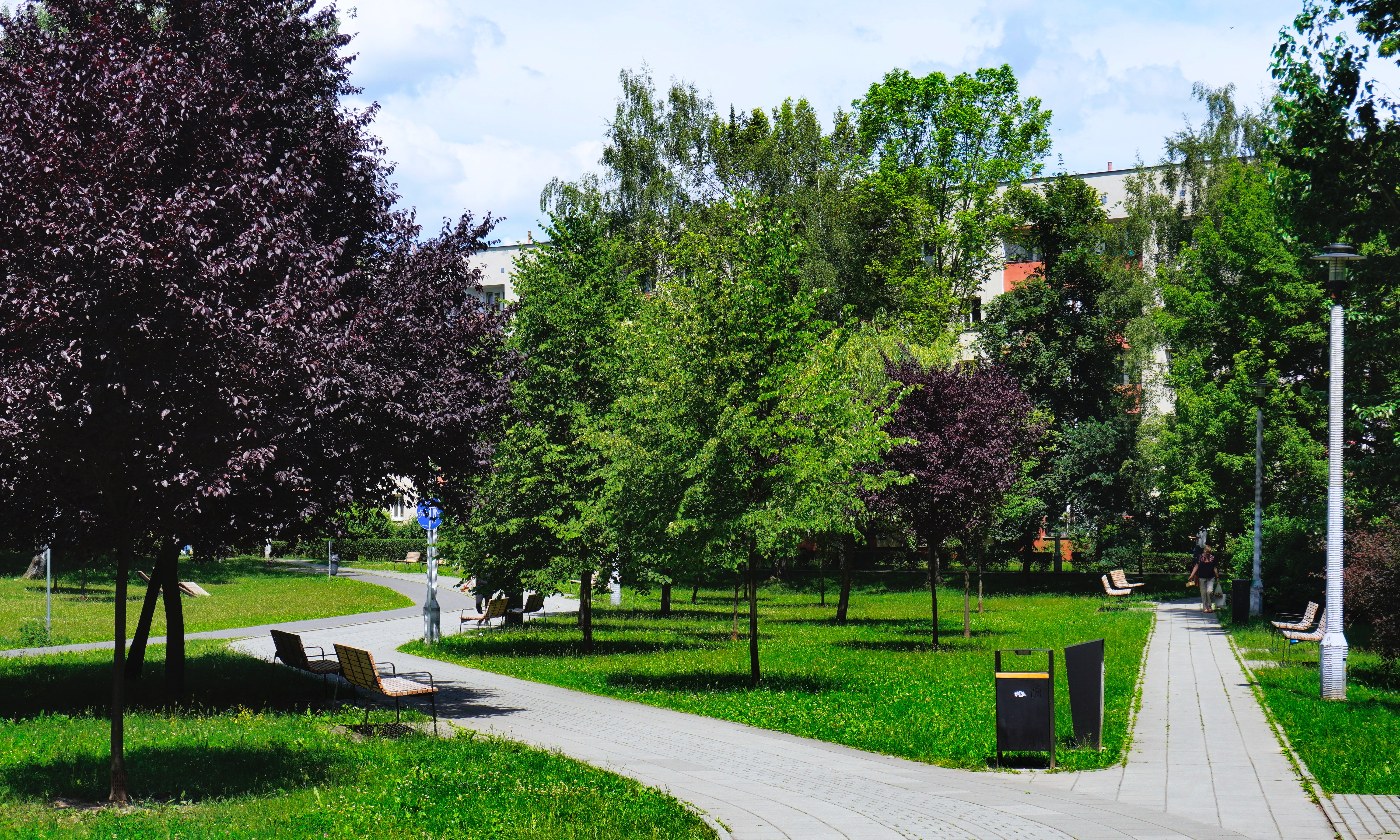
Park Młynówka Królewska
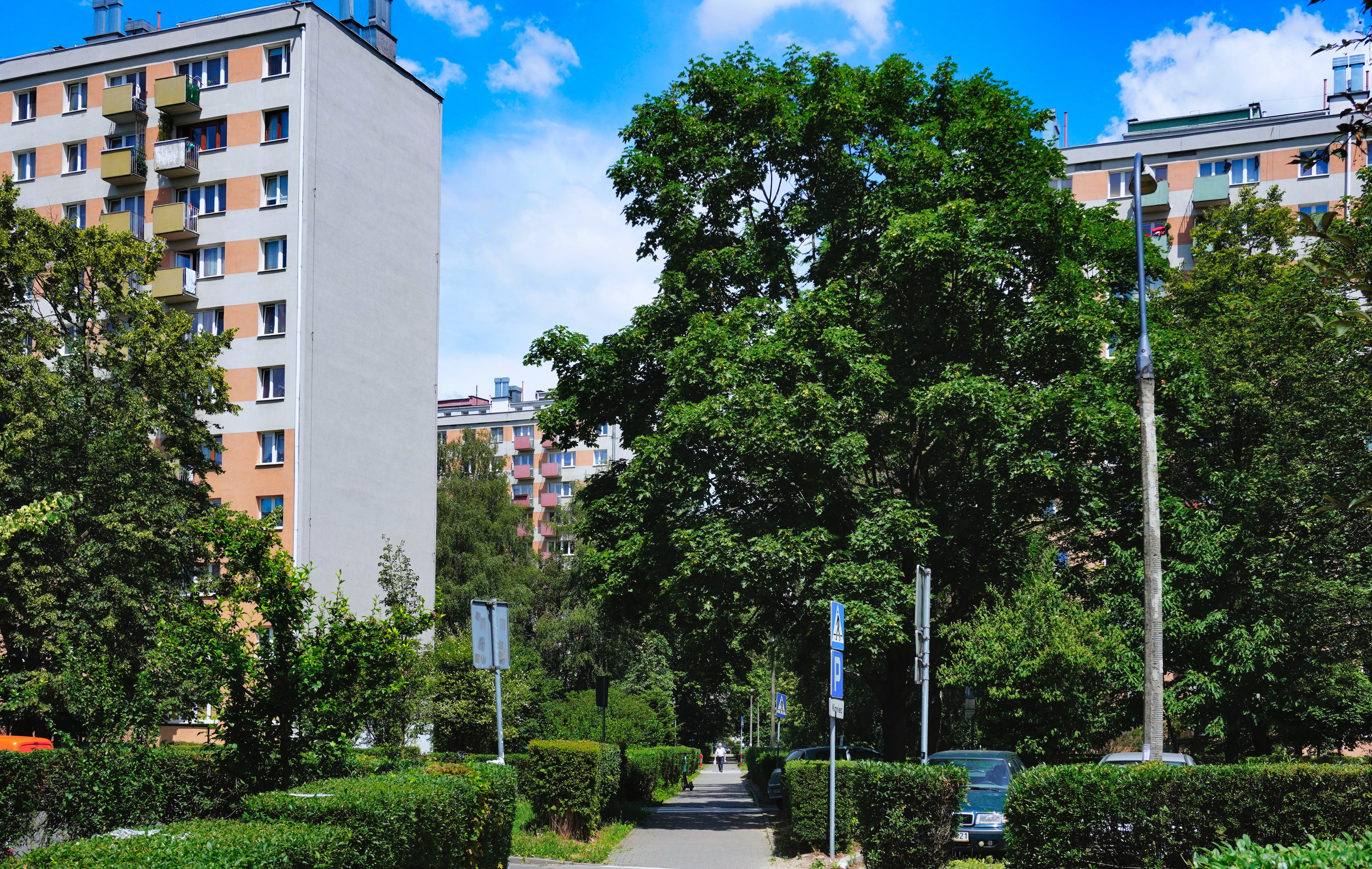
Osiedle Bronowice Nowe
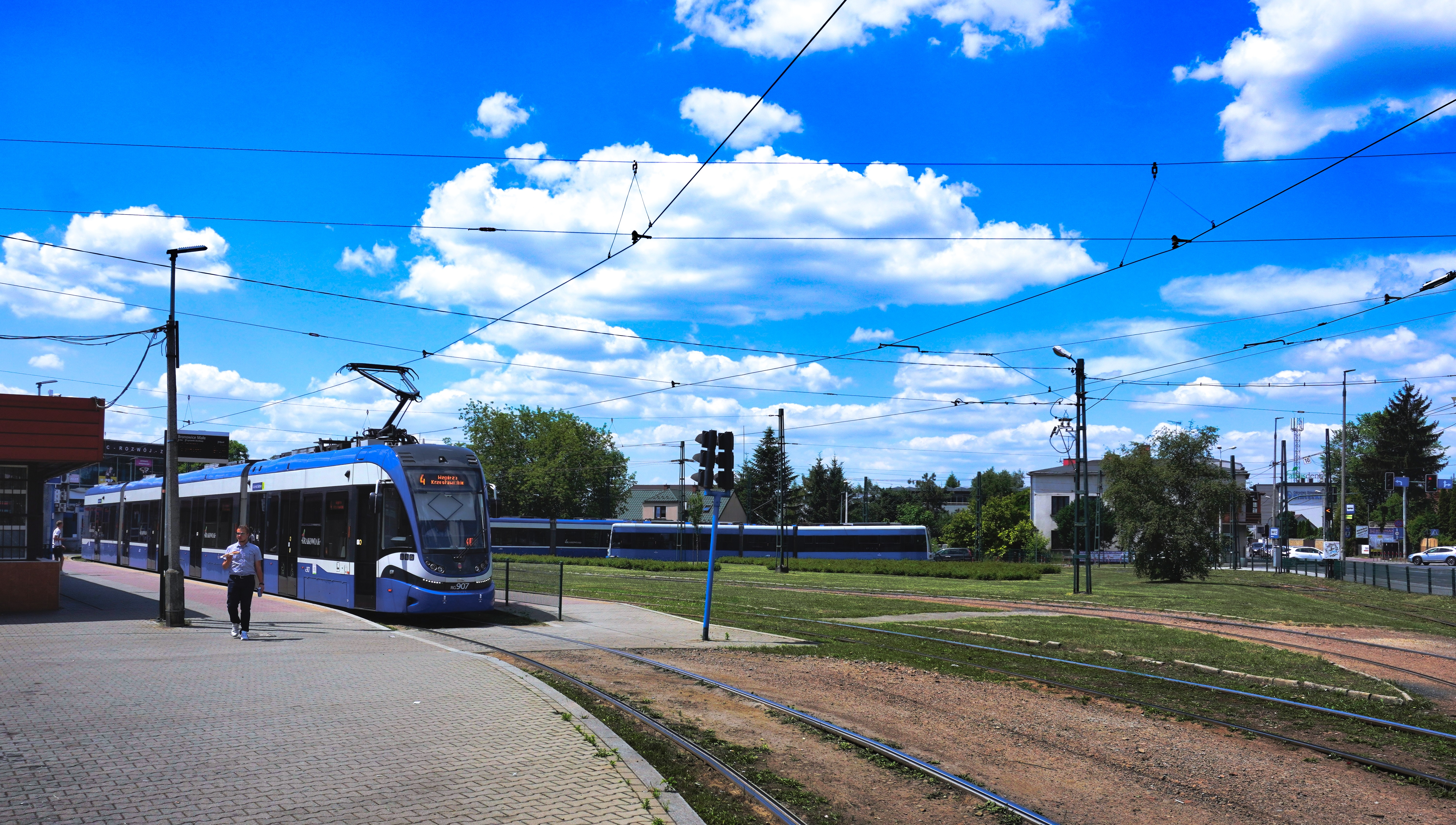
Pętla tramwajowa „Bronowice Małe”
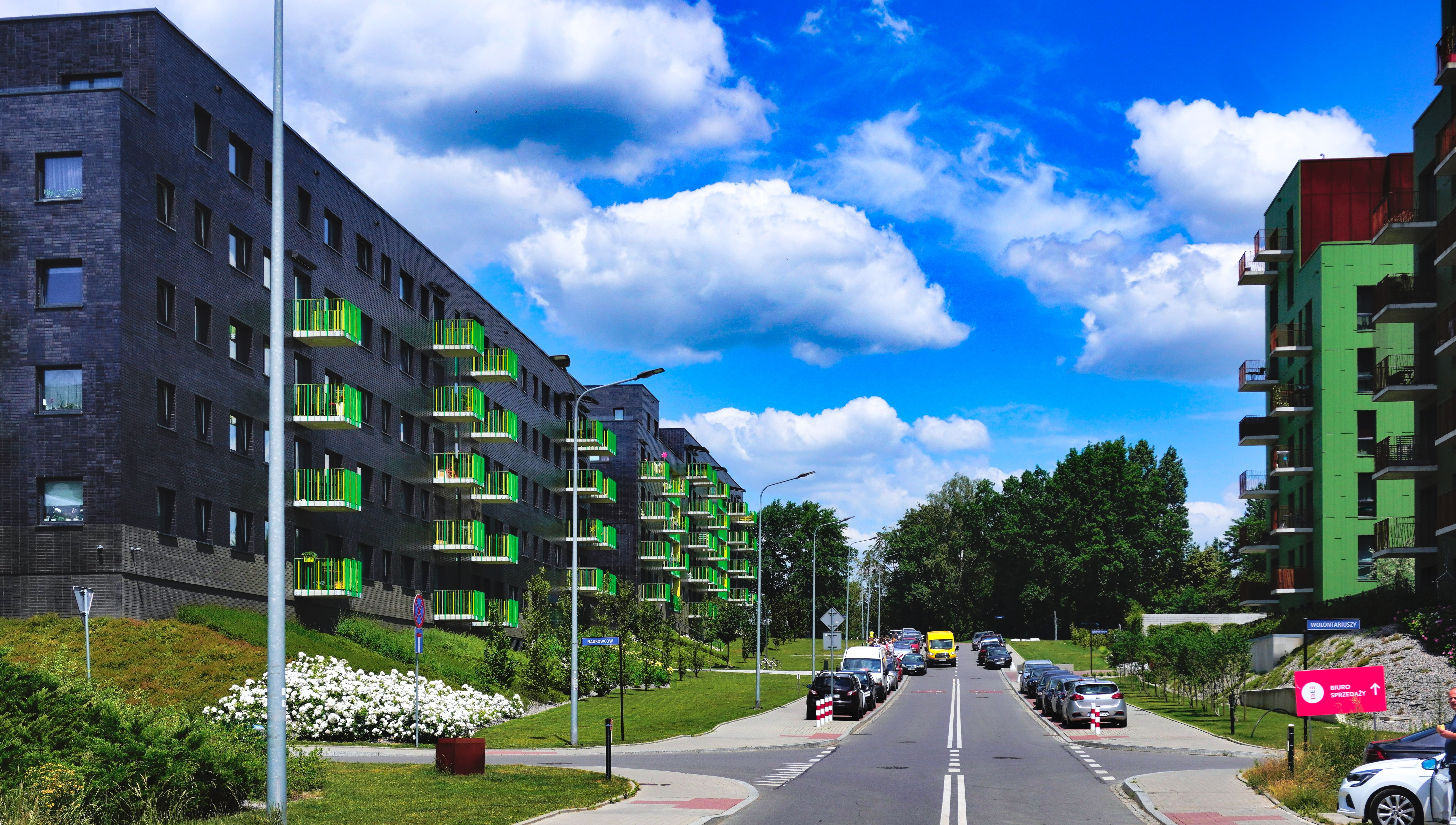
Ulica Wizjonerów, osiedle „Mieszkaj w Mieście”
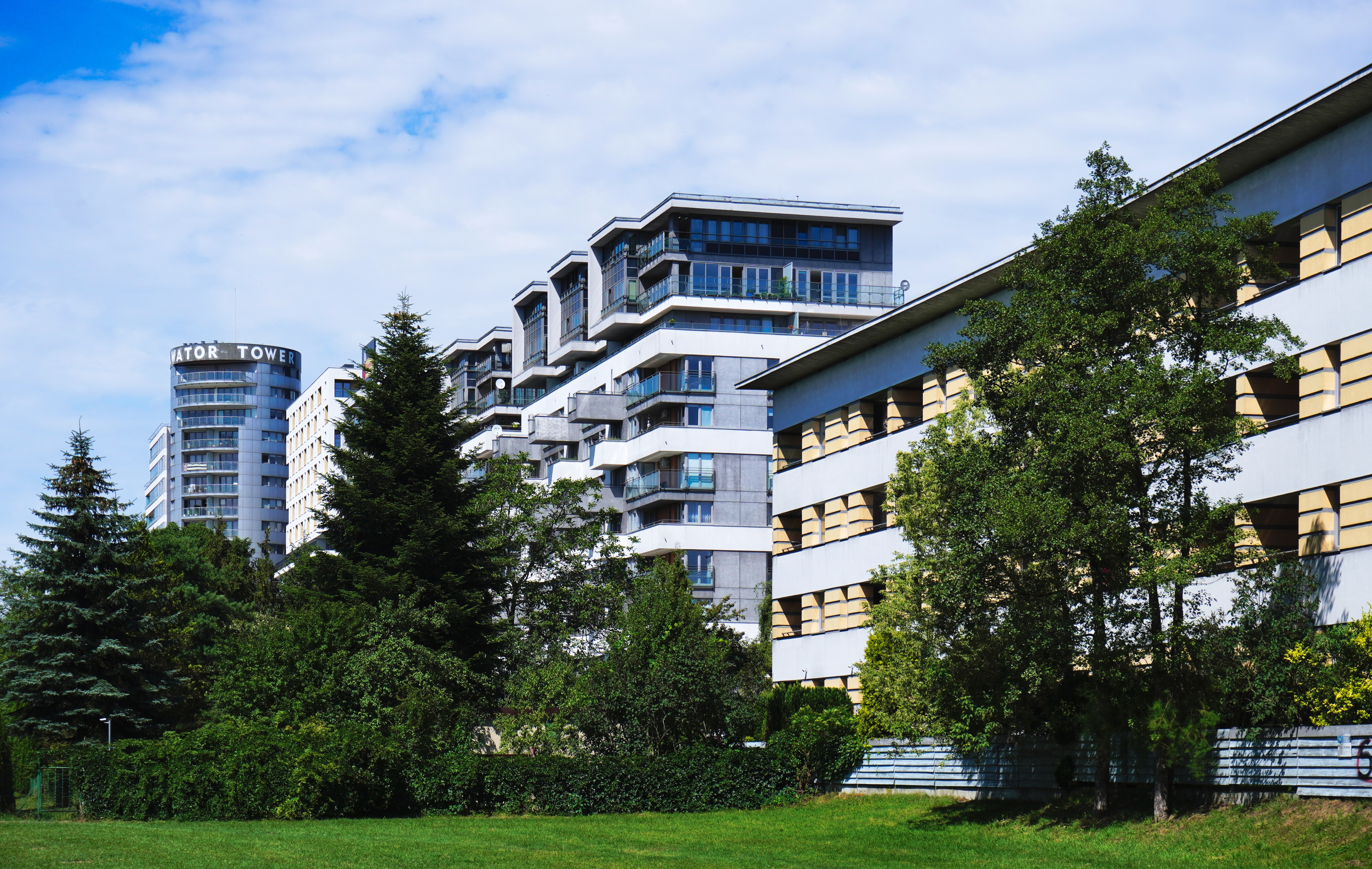
Zabudowa mieszkalna przy ulicach Szablowskiego i Stańczyka
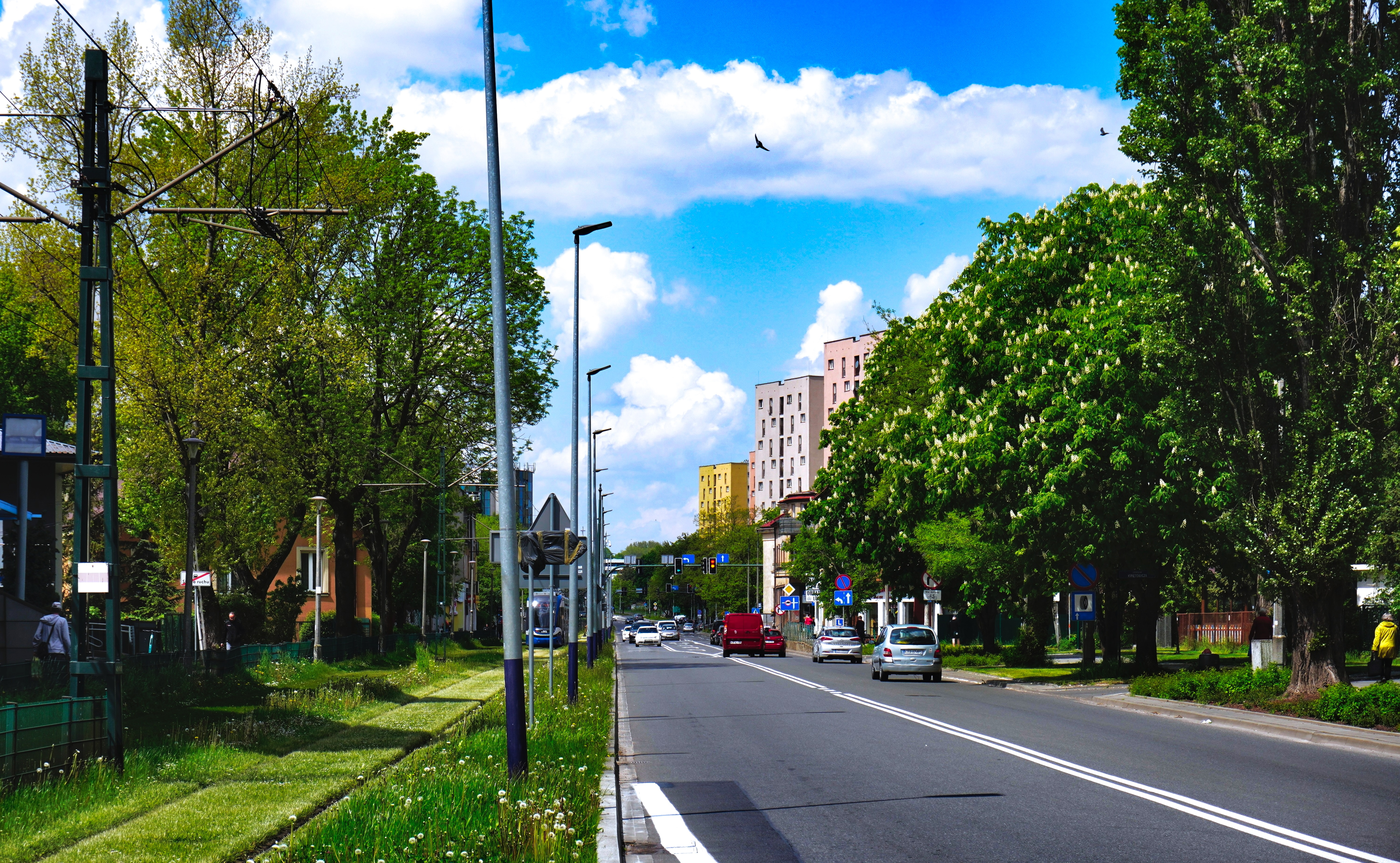
Ulica Bronowicka
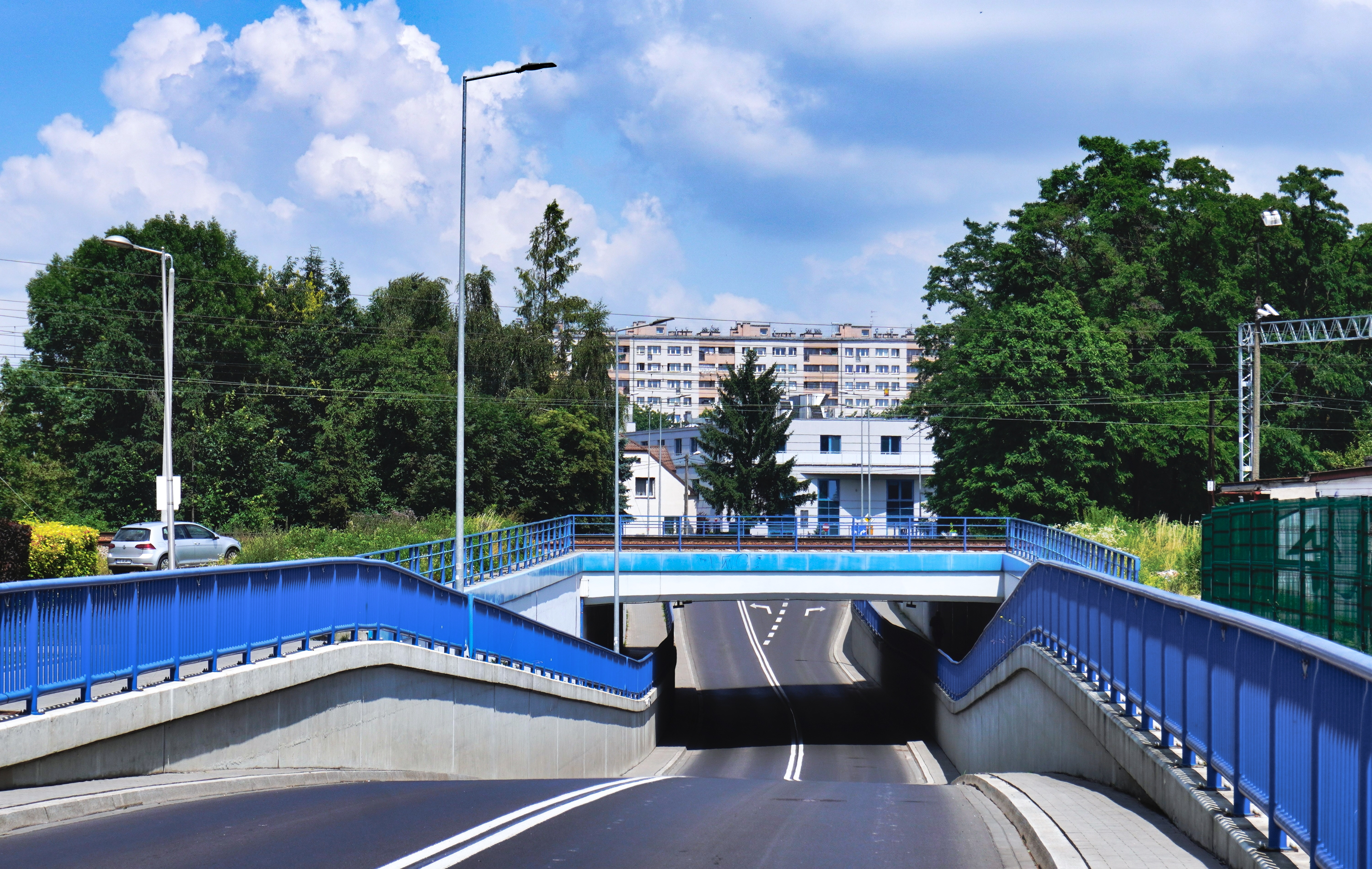
Ulica Lucjana Rydla, wiadukt kolejowy
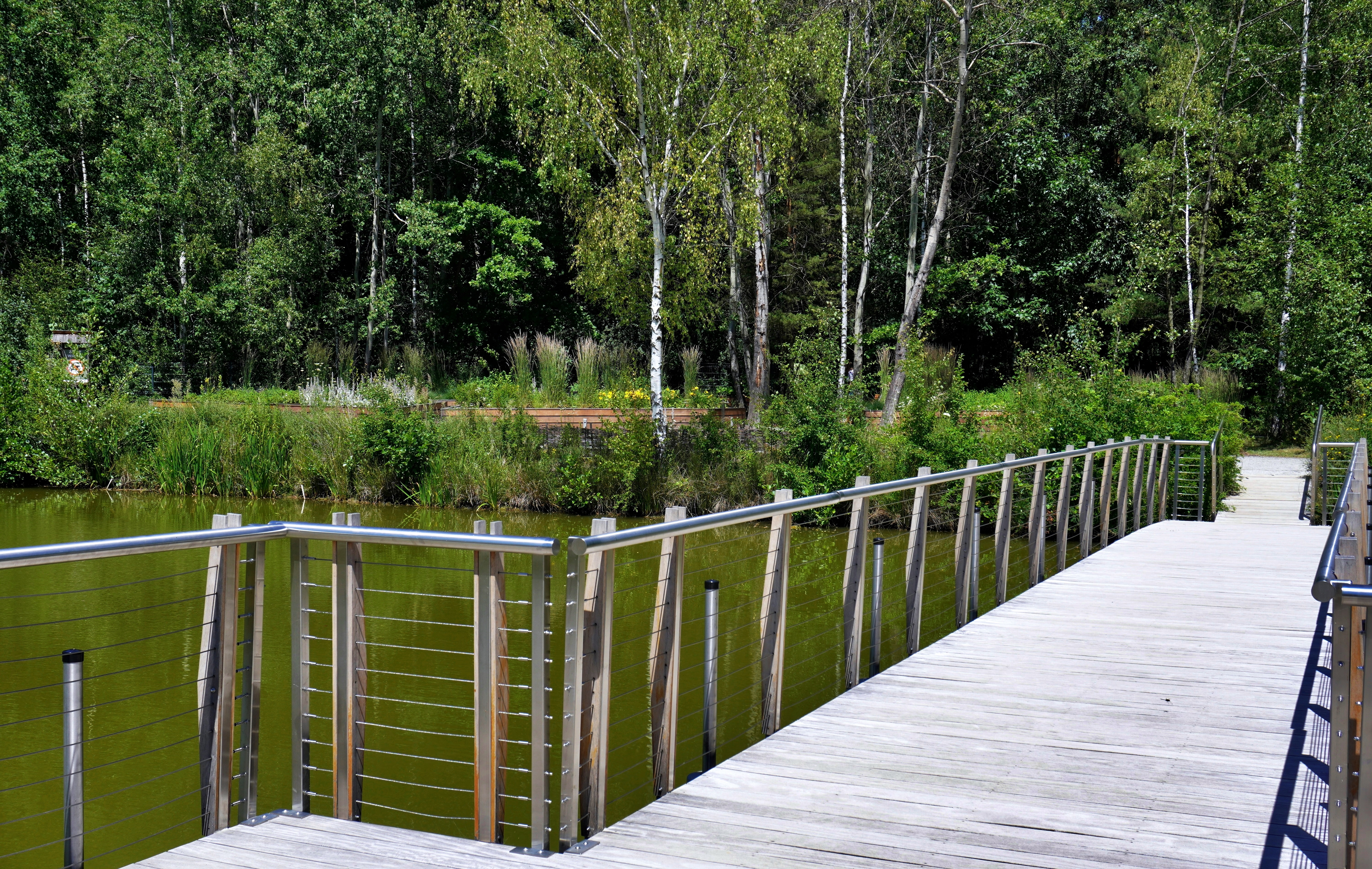
Park Rzeczny im. Włodzimierza Tetmajera
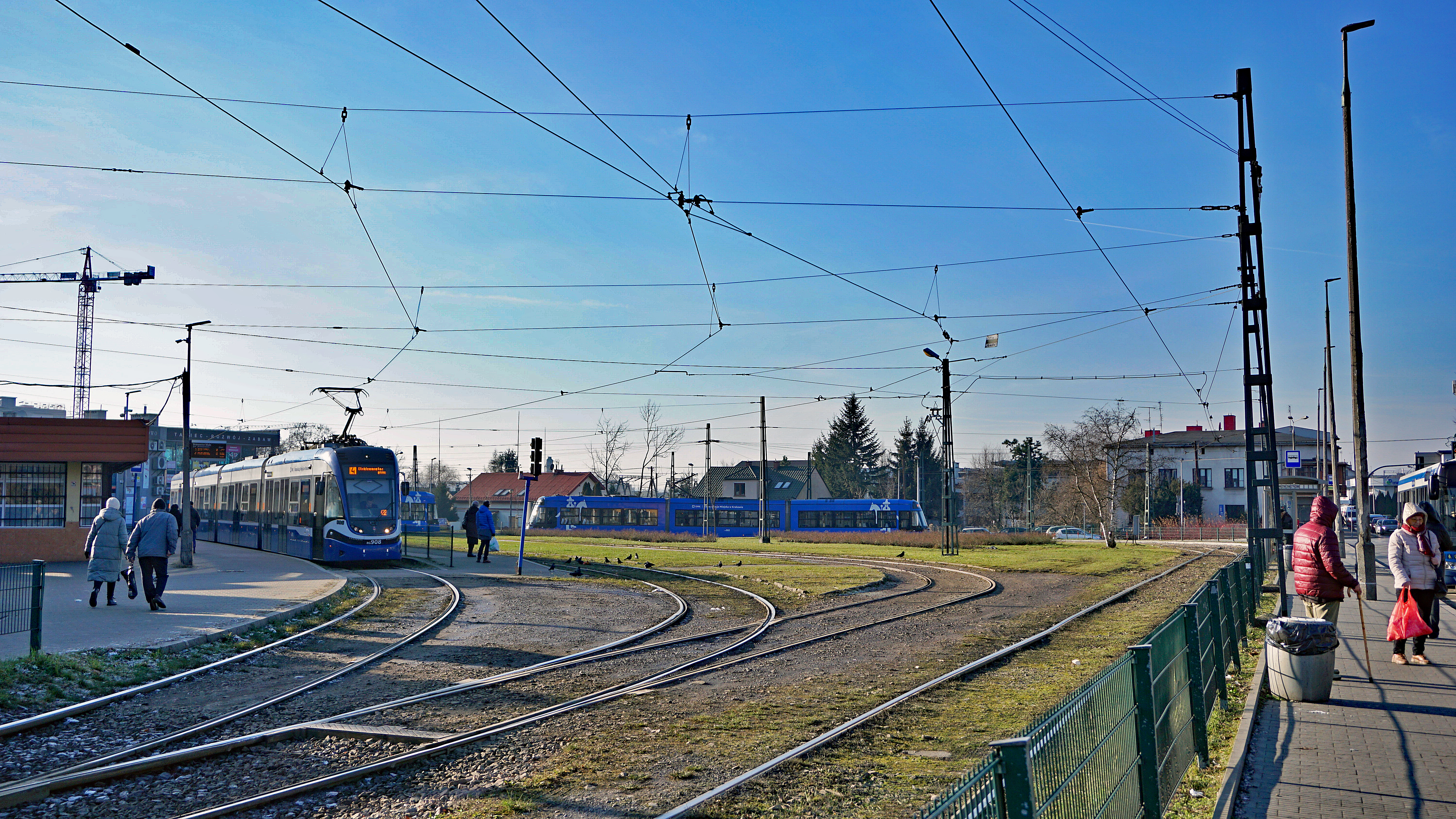
Pętla tramwajowa „Bronowice Małe”